# Antonio Servillo
Antonio Servillo   (Pàdua, 12 de novembre de 1964) és un pintor italià d'art contemporani. La seva obra ha estat recollida en diversos catàlegs i monografies.

## Galeria

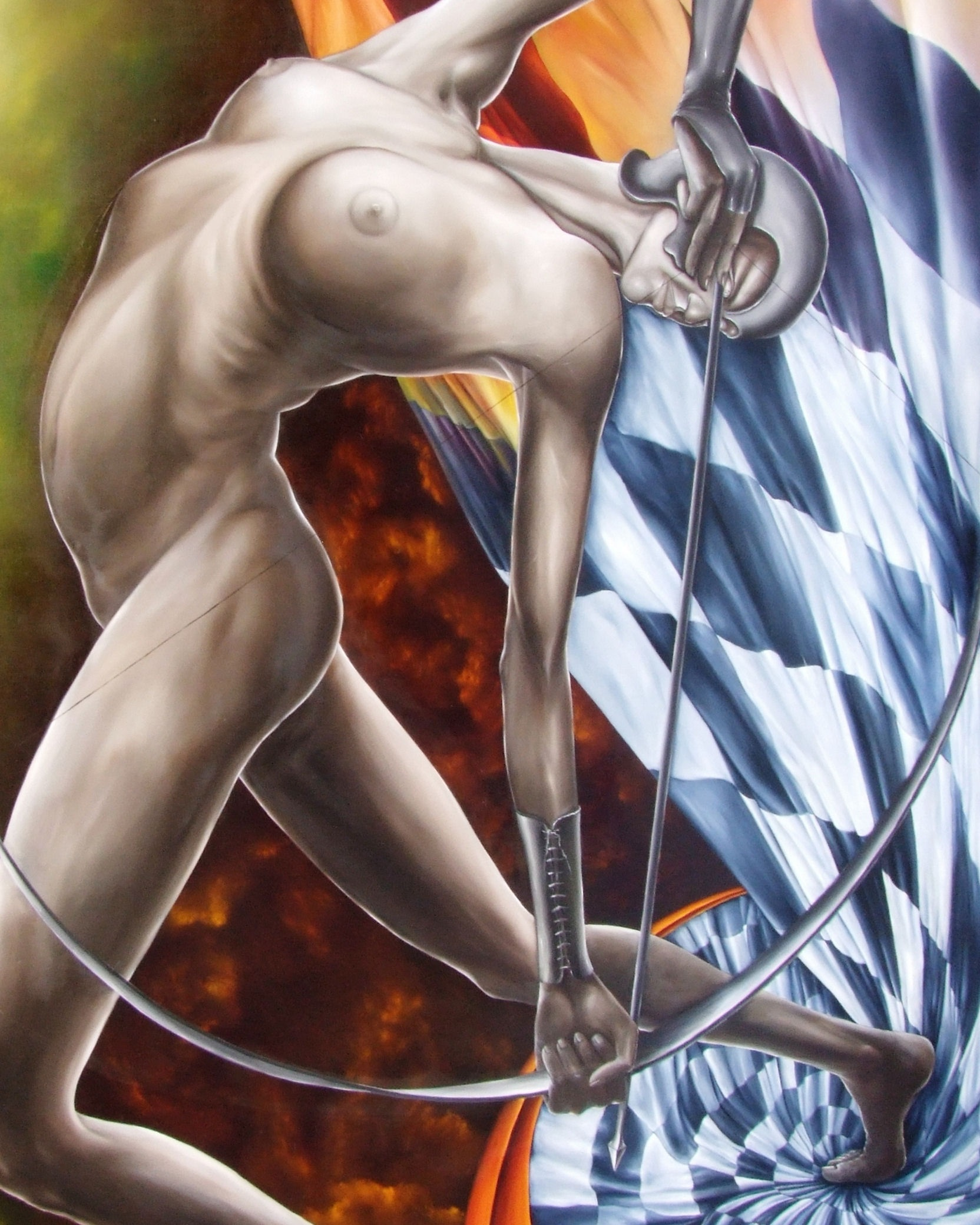
Antonio Servillo - Amazzone
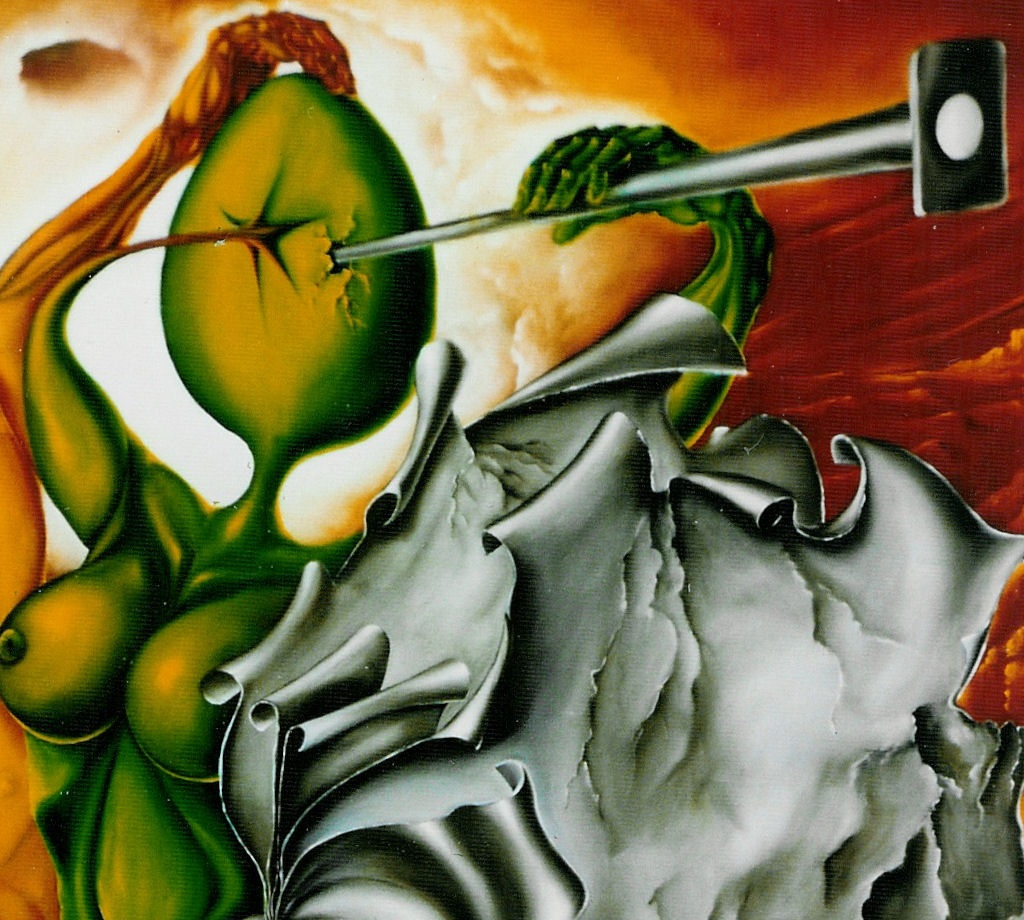
Antonio Servillo - I due mondi